# Дункельс, Эльза
Эльза Лаймит Дункельс (швед. Elza Laimite Dunkels) — шведская учёная-педагог, исследователь сетевой культуры, сферы образования и воспитания. Член правления организации Wikimedia Sverige с 2016 года, редактор шведской Википедии с учётной записи Dunkels. Доктор наук в университете Умео, автор ряда научных работ.
В 2007 году Эльза получила учёную степень доктора философии. Её диссертация была посвящена интернет-культуре и её влиянию на современную молодёжь. В 2017 году за свой научный труд о коммуникации между детьми и взрослыми в интернете она получила премию Surfa-Lunget.

## Семья
Отец Эльзы — Андрей Дункельс (1939—1999), шведский математик родом из Риги, эвакуировавшийся в Швецию в 1944 году после оккупации Латвии советскими войсками. Мать — Керстин Вэннман (род. 1946), профессор математики в Техническом университете Лулео. Родной брат — Адам Дункельс (род. 1976), шведский предприниматель, программист, основатель сервиса беспроводных подключений Thingsquare.
Эльза имеет двоих сыновей — Эрика и Джоэля, которые играют в шведской поп-группе Caotico.

## Работы
- Elza Dunkels. Bridging the distance : children’s strategies on the internet. — Umeå: Umeå universitet, 2007. — ISBN 978-91-7264-371-0.
- Elza Dunkels. Vad gör unga på nätet?. — Malmö: Gleerup, 2009. — ISBN 9789140666710.
- Cecilia von Feilitzen. Hur farligt är internet?: resultat från den svenska delen av den europeiska undersökningen EU Kids Online. — Göteborg: Nordicom, 2011. — ISBN 978-91-86523-31-2.
- Interaktiva medier och lärandemiljöer. — Malmö: Gleerups, 2014. — ISBN 9789140677976.
- Elza Dunkels. Nätmobbning, näthat och nätkärlek: kunskap och strategier för en bättre vardag på nätet (швед.). — Stockholm: Gothia Fortbildning, 2016. — ISBN 9789188099327.